# Venster (muur)

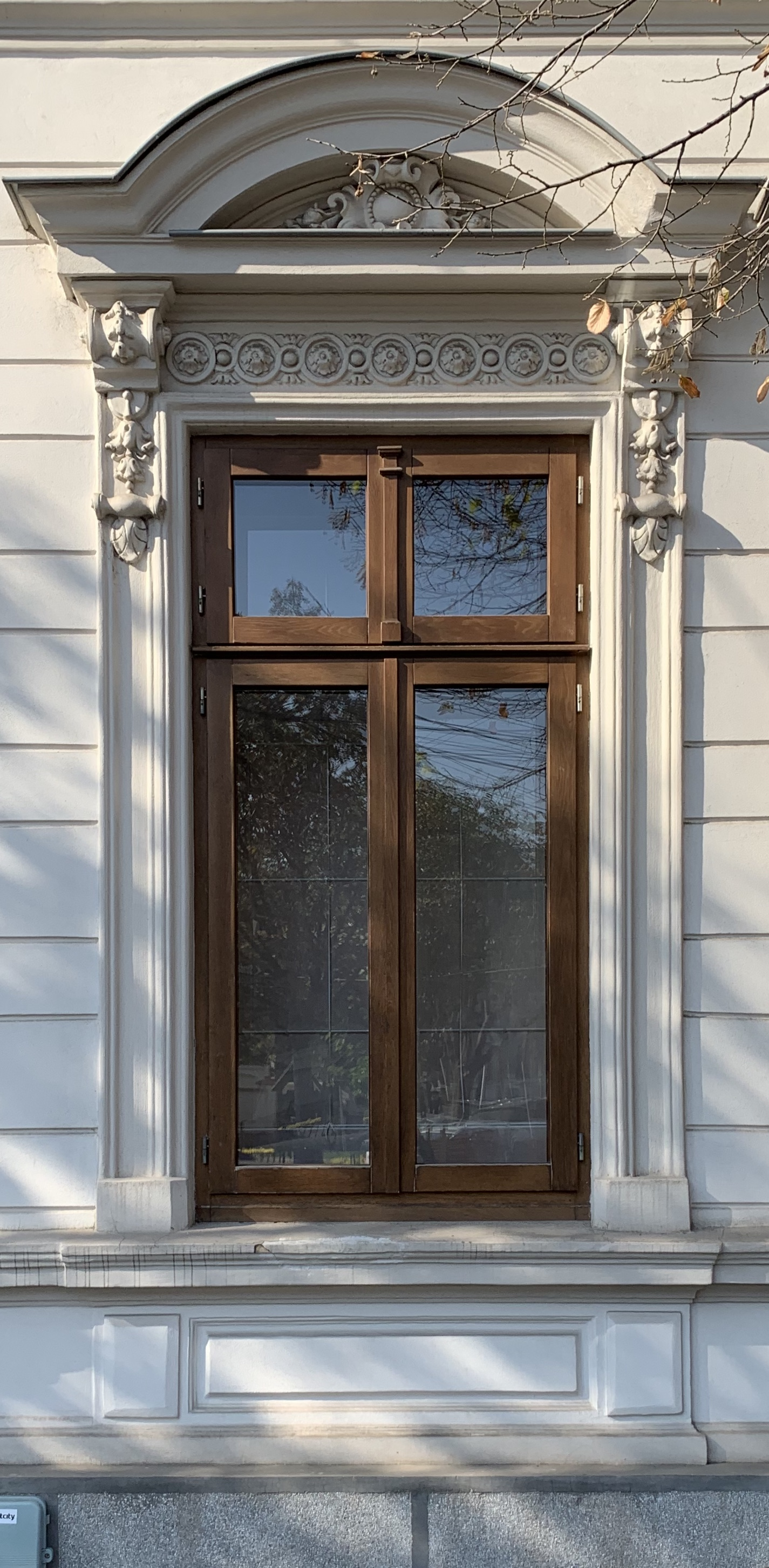
Een venster in een huis

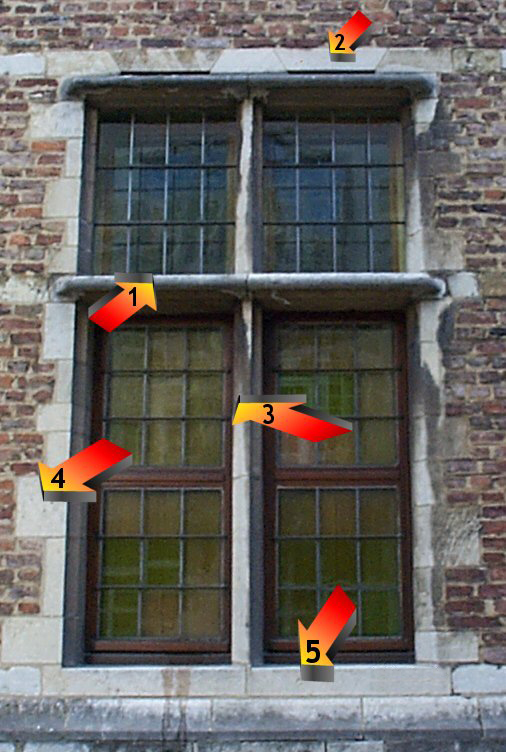
Kruiskozijn met 1) kalf 2) latei 3) penant 4) neggenblok 5) dorpel

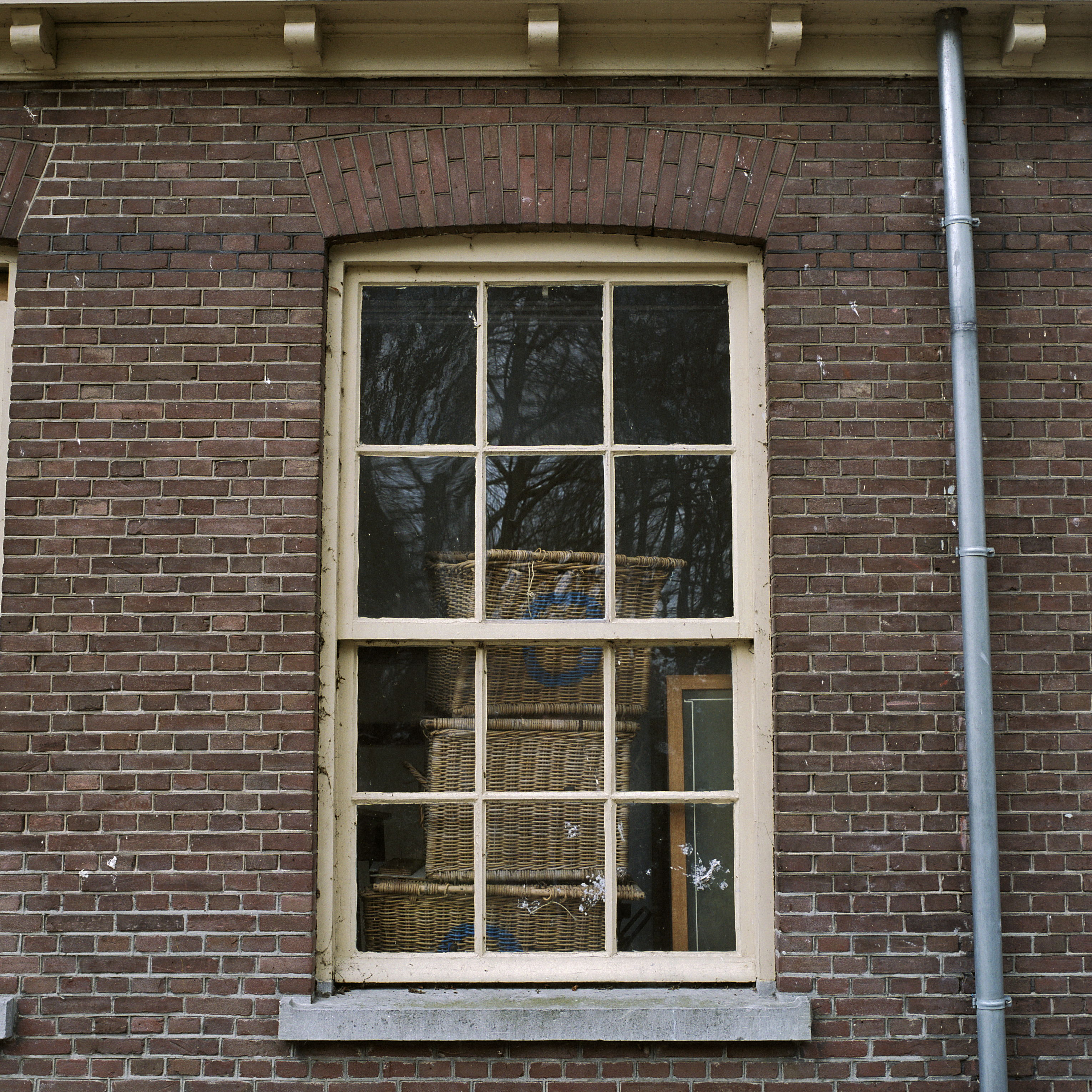
Klassiek schuifraam

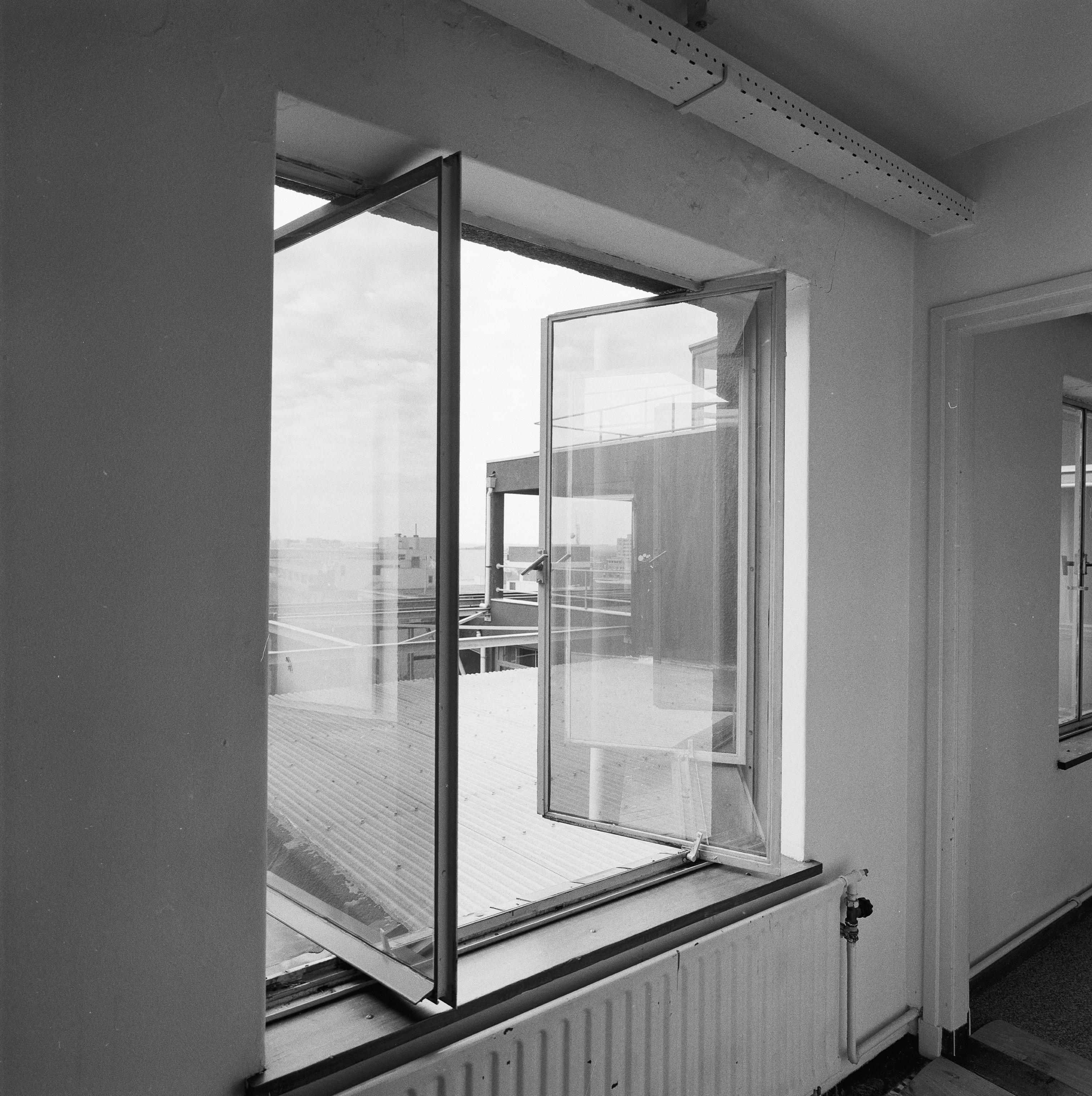
Metalen taatsramen

Een venster is een opening in een muur of wand van een gebouw om licht door te laten en doorheen te kijken (bij een transparant raam of een permanente opening) of te ventileren (bij een raam dat open kan, of een of twee luiken, of een permanente opening). Een venster kan ook voorzien zijn van zowel een raam als een of twee luiken.
Het transparante materiaal is meestal glas. Het glas zelf is de ruit. Tussen het glas en de muur bevindt zich bij een raam dat niet open kan het kozijn, en bij een raam dat wel open kan een raamwerk dat vast aan de muur zit en een raamwerk om het glas. Meestal zijn er scharnieren en een sponning zodanig dat het maar naar één kant open kan. Bij een raam in een buitenmuur is dit soms naar buiten, en soms naar binnen. Redenen om een raam naar binnen te laten openen zijn er bijvoorbeeld bij een looppad buiten langs het gebouw (op de begane grond of een galerij van een galerijflat) of bij de deuren (die tevens de functie van ramen hebben) van een Frans balkon (omdat er aan de buitenkant door de balustrade geen ruimte is). Er zijn ook schuiframen.

## Geschiedenis
In de middeleeuwen konden enkel rijke mensen zich glas in hun venster veroorloven. In die tijd waren dat nog glazenschijfjes in een loden matrix. Pas later kon men stukken vlak glas maken. In warme landen werd linnen in frames in de vensters geplaatst. Deze werden met olie ingestreken zodat er meer licht doorheen kon.

## Venster en raam
Doorgaans wordt er onderscheid in betekenis gemaakt tussen 'venster' en 'raam'.
Een raam is in het algemeen een randwerk waarvan de afzonderlijke onderdelen onderling zijn verbonden en waarin of waarop andere constructiedelen bevestigd kunnen worden. Met andere woorden elk randwerk is een raam(werk). Denk bijvoorbeeld aan een spieraam waarop doek gespannen kan worden om op te schilderen. In de bouwkunde verstaat men onder een raam een randwerk dat vensterruiten of glas omvat en als het beweegbare deel in een venster is aangebracht.
 
Een venster is de opening in de muur en bestaat dus uit een kozijn met eventueel een raam. Een venster wordt ook overdrachtelijk gebruikt als een bepaalde kijk op iets wordt bedoeld.
Materialen om ramen van te maken zijn onder andere: hout, kunststof, aluminium en staal. Er zijn verschillende typen ramen, de aanduiding slaat meestal op de manier hoe een raam beweegt wanneer het wordt geopend bijvoorbeeld: draairaam, uitzetraam, kiepraam, schuifraam, draaikiepraam, valraam en tuimelraam.
In Nederland en België zijn ramen vaak voorzien van dubbel glas als isolatie. Vaak kan een raam aan de buitenkant worden afgesloten met blinden of rolluiken, en aan de binnenkant een gordijn, rolgordijn of iets dergelijks. In de zomer wordt een raam vaak afgesloten met een hor als het open gezet wordt, om te vermijden dat ongedierte zoals muggen en vliegen binnen vliegt.
Het Engelse woord window wordt ook gebruikt voor grafische vensters in softwaretoepassingen.
Een bijzondere vorm van een raam is een gebrandschilderd glas-in-loodraam van een kerk.

### Voorbeelden
- Het tocht hier, zal ik het raam dicht doen? (hier gaat het om het raam).
- Zachtjes tikt de regen tegen 't zolderraam (uit Het ritme van de regen, een lied van Rob de Nijs, het gaat hier om het glas van het raam).
- Ik ga de ramen lappen (het glas van het raam).
- Een venster op de wereld (een bepaalde opening, een kijk, op de wereld).
- Een raamwerk bestaat uit meerdere onderdelen, kozijn, raam en ruit.

## Vormen van vensters
- Dakvenster (dakraam)
- Gekoppeld venster
- Kloostervenster
- Kruisvenster
- Monofora, bifora, trifora, polifora
- Rondboogvenster
- Roosvenster
- Spitsboog- of lancetvenster

## Onderdelen van vensters
Vensters kunnen uit een uitgebreid geheel van onderdelen bestaan die ieder een eigen naam hebben. Dit zijn onder andere:
- Bovendorpel
- Bovenlicht
- Kalf / tussendorpel
- Kozijn
- Maaswerk / tracering
- Negblok
- Neut
- Onderdorpel
- Roeden
- Raam
- Ruit
- Tussenstijl